# أصدقاء المدرسة
أصدقاء المدرسة مسلسل رسوم متحركة كندي أمريكي عرض لأول مره في 30 سبتمبر 2000 واستمر عرضه حتى 28 ديسمبر 2001 . وتمت دبلجة المسلسل للغة العربية.

## الأصوات العربية
الأصوات
- لؤي مسلم
- رولا النجمي
- داود عفيشات
- سعاد العوضي

## طاقم العمل في النسخة العربية
مؤسسة البشائر للإنتاج والتوزيع الفني العالمي تقدم: أصدقاء المدرسة

كلمات الشارة: فهد رمضان

الحان وتوزيع: باسل الوهاب

أنشاد: العنود (غير مدرج)

الشارة: فارس النائب

مونتاج ومؤثرات صوتية: فتحي المصري

مدير الإنتاج: أحمد خضر

تنفيذ الدوبلاج

مؤسسة البشائر للإنتاج والتوزيع الفني العالمي

ص . ب: 11131 عمان 4679 الأردن

تلفاكس: 5515219

خلوي: 5683529_079

e-Mail : albashaer_2000@yahoo.com

الإشراف الفني: بلال محمد صوالحة

الإشراف العام: زياد فايز

## روابط خارجية
- أصدقاء المدرسة على موقع IMDb (الإنجليزية)
- أصدقاء المدرسة على موقع كينوبويسك (الروسية)
- أصدقاء المدرسة على موقع ألو سيني (الفرنسية)
- أصدقاء المدرسة على موقع قاعدة بيانات الفيلم (الإنجليزية)